# Breitspur-Triebwagen Typ 91
Der Breitspur-Triebwagen Typ 91 (jap. 九一式広軌牽引車, Kyū isshiki kōki ken'in-sha), auch Typ-91-Breitspur-Triebwagen Sumida (jap. 九一式広軌牽引車 スミダ, Kyūichi-shiki kōki ken’insha Sumida), war ein japanischer Panzerwagen, der sowohl geländetauglich und gleichzeitig im Schienenbetrieb als Einzelfahrzeug oder als Panzerzug einsetzbar war. Gelegentlich wird er auch Typ 91 So-Mo (Marine-Version) genannt. Er wurde 1931 (Kōki 2591, daher die Typbezeichnung) entworfen und wurde bis 1945 von den Eisenbahntruppen des Kaiserlich Japanischen Heeres eingesetzt.

## Geschichte

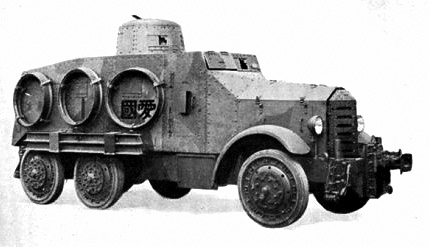
Typ 91 Breitspur-Triebwagen mit montierten Straßenrädern. Die Eisenbahnräder sind zum Transport seitlich am Fahrzeug angebracht.

Bei den ersten gepanzerten Fahrzeugen, die durch Truppen des Kaiserreich Japans eingesetzt wurden, handelte es sich um Lastwagen, die mit Eisenplatten verkleidet sowie mit Maschinengewehren bewaffnet waren. Da im gleichen Zeitraum bei mehreren Herstellern Varianten dreiachsiger Panzerwagen für unterschiedliche Truppengattungen und Anwendungen gebaut wurden, sind die Zuordnungen gelegentlich schwierig auseinanderzuhalten. 
1930 wurde mit dem Chiyoda-Panzerwagen der erste in Japan hergestellte Panzerwagen produziert, gefolgt vom Typ-91-Breitspur-Triebwagen im Jahr 1931. Um die Eisenbahnstrecken in der Mandschurei und in den besetzten Gebieten in China zu schützen, wurde der Typ 91 als Zweiwegefahrzeug von den Ishikawajima-Motorenwerken (heute Isuzu) konstruiert. Je nach Bedarf konnten Straßen- oder Eisenbahnräder montiert werden. Der jeweils nicht benötigte Reifensatz wurde seitlich am Fahrzeug befestigt.
Der Breitspur-Triebwagen Typ 91 wurde durch die Eisenbahntruppen des Heeres bis zum Ende des Pazifikkrieges verwendet.

## Technik
Das 7 t schwere Fahrzeug konnte bis zu sechs Soldaten aufnehmen. Es verfügte über keine Bewaffnung und musste zur Selbstverteidigung auf Gewehre bzw. Maschinengewehre seiner Besatzung zurückgreifen. Mit Straßenbereifung/Vollgummireifen erzielte der Typ 91 eine Höchstgeschwindigkeit von 40 km/h, mit angebrachten Eisenbahnrädern 60 km/h. Im Schienenmodus wurden meistens zwei Typ 91 aneinander gekoppelt, und zwar in entgegengesetzte Fahrtrichtung. So konnte bei Bedarf, z. B. bei einem Angriff, eine Richtungsänderung schneller bewerkstelligt werden und die Beschleunigung der Fahrzeuge war so höher.
Etwa 1000 Exemplare des Breitspur-Triebwagens Typ 91 wurden produziert.

## Varianten

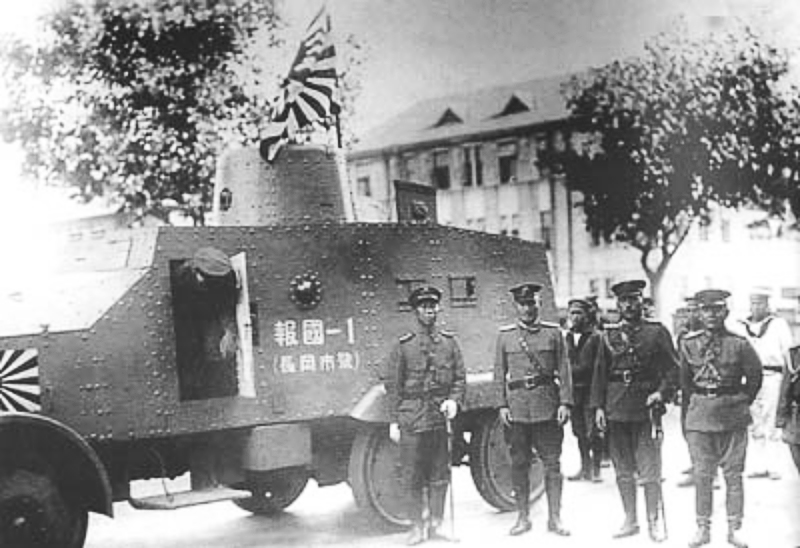
Ein Sumida Modell P Panzerwagen der Shanghai-Spezial-Landungskräfte der Marine.

Eine Variante des Typ 91 war der Panzerwagen Sumida Modell P, der von den Shanghai-Spezial-Landungskräften der Marine ausschließlich im Straßeneinsatz benutzt wurde. Er kam während der zweiten Schlacht um Shanghai zum Kampfeinsatz. Der Sumida war mit einem 7,7-mm-MG bewaffnet.
Ebenfalls war bei der japanischen Marine der Panzerwagen Typ 93 im Einsatz. Gelegentlich wird dieses Fahrzeug mit der Marineversion des Typ 91 (Sumida) verwechselt.